# World Team Trophy 2017
World Team Trophy 2017 – 5. edycja zawodów drużynowych w łyżwiarstwie figurowym, które odbywały się od 20 do 23 kwietnia 2017 w hali Yoyogi National Gymnasium w Tokio.
W zawodach wzięło udział 6 reprezentacji, zaś w skład każdej z nich wchodziło: dwóch solistów, dwie solistki, jedna para sportowa i jedna para taneczna. Zwyciężyła Japonia, srebro zdobyła Rosja, zaś brąz Stany Zjednoczone.

## Rekordy świata
W trakcie zawodów ustanowiono następujące rekordy świata (GOE ±3):
| Konkurencja | Segment         | Zawodnicy               | Punkty | Data             |
| ----------- | --------------- | ----------------------- | ------ | ---------------- |
| Solistki    | Nota łączna     | Jewgienija Miedwiediewa | 241,31 | 22 kwietnia 2017 |
| Solistki    | Program dowolny | Jewgienija Miedwiediewa | 160,46 | 22 kwietnia 2017 |
| Solistki    | Program krótki  | Jewgienija Miedwiediewa | 80,85  | 20 kwietnia 2017 |

## Medaliści
| Złoto | Srebro | Brąz |
| Japonia · Yuzuru Hanyū · Shōma Uno · Wakaba Higuchi · Mai Mihara · Sumire Sutō / Francis Boudreau-Audet · Kana Muramoto / Chris Reed | Rosja · Michaił Kolada · Maksim Kowtun · Jewgienija Miedwiediewa · Jelena Radionowa · Jewgienija Tarasowa / Władimir Morozow · Jekatierina Bobrowa / Dmitrij Sołowjow | Stany Zjednoczone · Jason Brown · Nathan Chen · Karen Chen · Ashley Wagner · Ashley Cain / Timothy LeDuc · Madison Chock / Evan Bates |

## Składy reprezentacji
| Reprezentacja                              | Soliści                       | Solistki                                 | Pary sportowe                           | Pary taneczne                          |
| ------------------------------------------ | ----------------------------- | ---------------------------------------- | --------------------------------------- | -------------------------------------- |
| Chiny · Kapitan: Jin Yang                  | Jin Boyang Li Tangxu          | Li Xiangning Li Zijun                    | Peng Cheng / Jin Yang                   | Wang Shiyue / Liu Xinyu                |
| Francja · Kapitan: Morgan Ciprès           | Kévin Aymoz Chafik Besseghier | Laurine Lecavelier Maé-Bérénice Méité    | Vanessa James / Morgan Ciprès           | Marie-Jade Lauriault / Romain Le Gac   |
| Japonia · Kapitan: Kana Muramoto           | Yuzuru Hanyū Shōma Uno        | Wakaba Higuchi Mai Mihara                | Sumire Sutō / Francis Boudreau-Audet    | Kana Muramoto / Chris Reed             |
| Kanada · Kapitan: Kaitlyn Weaver           | Patrick Chan Kevin Reynolds   | Alaine Chartrand Gabrielle Daleman       | Kirsten Moore-Towers / Michael Marinaro | Kaitlyn Weaver / Andrew Poje           |
| Rosja · Kapitan: Jekatierina Bobrowa       | Michaił Kolada Maksim Kowtun  | Jewgienija Miedwiediewa Jelena Radionowa | Jewgienija Tarasowa / Władimir Morozow  | Jekatierina Bobrowa / Dmitrij Sołowjow |
| Stany Zjednoczone · Kapitan: Ashley Wagner | Jason Brown Nathan Chen       | Karen Chen Ashley Wagner                 | Ashley Cain / Timothy LeDuc             | Madison Chock / Evan Bates             |

## Wyniki

### Soliści
| Poz. | Zawodnik          | Reprezentacja     | Nota łączna | SP | SP     | Pts. | FS | FS     | Pts. |
| ---- | ----------------- | ----------------- | ----------- | -- | ------ | ---- | -- | ------ | ---- |
| 1    | Shōma Uno         | Japonia           | 302,02      | 1  | 103,53 | 12   | 2  | 198,49 | 11   |
| 2    | Nathan Chen       | Stany Zjednoczone | 284,52      | 2  | 99,28  | 11   | 4  | 185,24 | 9    |
| 3    | Yuzuru Hanyū      | Japonia           | 284,00      | 7  | 83,51  | 6    | 1  | 200,49 | 12   |
| 4    | Michaił Kolada    | Rosja             | 279,41      | 4  | 95,37  | 9    | 5  | 184,04 | 8    |
| 5    | Patrick Chan      | Kanada            | 276,47      | 6  | 85,73  | 7    | 3  | 190,74 | 10   |
| 6    | Jason Brown       | Stany Zjednoczone | 273,67      | 5  | 94,32  | 8    | 6  | 179,35 | 7    |
| 7    | Jin Boyang        | Chiny             | 272,61      | 3  | 97,98  | 10   | 7  | 174,63 | 6    |
| 8    | Chafik Besseghier | Francja           | 239,39      | 8  | 81,93  | 5    | 8  | 157,46 | 5    |
| 9    | Maksim Kowtun     | Rosja             | 212,91      | 11 | 64,62  | 2    | 10 | 148,29 | 3    |
| 10   | Kevin Reynolds    | Kanada            | 212,29      | 12 | 61,88  | 1    | 9  | 150,41 | 4    |
| 11   | Kévin Aymoz       | Francja           | 194,66      | 9  | 67,23  | 4    | 11 | 127,43 | 2    |
| 12   | Li Tangxu         | Chiny             | 190,56      | 10 | 65,24  | 3    | 12 | 125,32 | 1    |

### Solistki
| Poz. | Zawodniczka             | Reprezentacja     | Nota łączna | SP | SP       | Pts. | FS | FS        | Pts. |
| ---- | ----------------------- | ----------------- | ----------- | -- | -------- | ---- | -- | --------- | ---- |
| 1    | Jewgienija Miedwiediewa | Rosja             | 241,31 WR   | 1  | 80,85 WR | 12   | 1  | 160,46 WR | 12   |
| 2    | Mai Mihara              | Japonia           | 218,27      | 3  | 72,10    | 10   | 2  | 146,17    | 11   |
| 3    | Wakaba Higuchi          | Japonia           | 216,71      | 5  | 71,41    | 8    | 3  | 145,30    | 10   |
| 4    | Gabrielle Daleman       | Kanada            | 214,15      | 4  | 71,74    | 9    | 4  | 142,41    | 9    |
| 5    | Jelena Radionowa        | Rosja             | 209,29      | 2  | 72,21    | 11   | 5  | 137,08    | 8    |
| 6    | Ashley Wagner           | Stany Zjednoczone | 204,01      | 6  | 70,75    | 7    | 6  | 133,26    | 7    |
| 7    | Li Zijun                | Chiny             | 188,06      | 9  | 59,76    | 4    | 7  | 128,30    | 6    |
| 8    | Li Xiangning            | Chiny             | 179,42      | 7  | 63,81    | 6    | 8  | 115,61    | 5    |
| 9    | Karen Chen              | Stany Zjednoczone | 168,95      | 8  | 60,33    | 5    | 9  | 108,62    | 4    |
| 10   | Alaine Chartrand        | Kanada            | 166,28      | 10 | 59,13    | 3    | 11 | 107,15    | 2    |
| 11   | Laurine Lecavelier      | Francja           | 161,58      | 11 | 54,15    | 2    | 10 | 107,43    | 3    |
| 12   | Maé-Bérénice Méité      | Francja           | 154,69      | 12 | 49,11    | 1    | 12 | 105,58    | 1    |

### Pary sportowe
| Poz. | Zawodnicy                               | Reprezentacja     | Nota łączna | SP | SP    | Pts. | FS | FS     | Pts. |
| ---- | --------------------------------------- | ----------------- | ----------- | -- | ----- | ---- | -- | ------ | ---- |
| 1    | Vanessa James / Morgan Ciprès           | Francja           | 222,59      | 1  | 75,72 | 12   | 1  | 146,87 | 12   |
| 2    | Jewgienija Tarasowa / Władimir Morozow  | Rosja             | 208,75      | 4  | 66,37 | 9    | 2  | 142,38 | 11   |
| 3    | Peng Cheng / Jin Yang                   | Chiny             | 204,49      | 2  | 71,36 | 11   | 3  | 133,13 | 10   |
| 4    | Kirsten Moore-Towers / Michael Marinaro | Kanada            | 199,65      | 3  | 69,56 | 10   | 4  | 130,09 | 9    |
| 5    | Ashley Cain / Timothy LeDuc             | Stany Zjednoczone | 163,80      | 5  | 59,57 | 8    | 5  | 104,23 | 8    |
| 6    | Sumire Sutō / Francis Boudreau-Audet    | Japonia           | 152,41      | 6  | 54,84 | 7    | 6  | 97,57  | 7    |

### Pary taneczne
| Poz. | Zawodnicy                              | Reprezentacja     | Nota łączna | SD | SD    | Pts. | FD | FD     | Pts. |
| ---- | -------------------------------------- | ----------------- | ----------- | -- | ----- | ---- | -- | ------ | ---- |
| 1    | Kaitlyn Weaver / Andrew Poje           | Kanada            | 190,56      | 2  | 76,73 | 11   | 1  | 113,83 | 12   |
| 2    | Madison Chock / Evan Bates             | Stany Zjednoczone | 189,01      | 1  | 79,05 | 12   | 2  | 109,96 | 11   |
| 3    | Jekatierina Bobrowa / Dmitrij Sołowjow | Rosja             | 173,49      | 3  | 68,94 | 10   | 3  | 104,55 | 10   |
| 4    | Wang Shiyue / Liu Xinyu                | Chiny             | 158,36      | 4  | 64,03 | 9    | 4  | 94,33  | 9    |
| 5    | Kana Muramoto / Chris Reed             | Japonia           | 156,45      | 5  | 63,77 | 8    | 6  | 92,68  | 7    |
| 6    | Marie-Jade Lauriault / Romain Le Gac   | Francja           | 154,36      | 6  | 61,44 | 7    | 5  | 92,92  | 8    |

### Klasyfikacja końcowa
| Poz. | Reprezentacja     | Soliści | Soliści | Solistki | Solistki | Pary sportowe | Pary sportowe | Pary taneczne | Pary taneczne | Pts. |
| Poz. | Reprezentacja     | SP      | FS      | SP       | FS       | SP            | FS            | SD            | FD            | Pts. |
| ---- | ----------------- | ------- | ------- | -------- | -------- | ------------- | ------------- | ------------- | ------------- | ---- |
| 1    | Japonia           | 18      | 23      | 18       | 21       | 7             | 7             | 8             | 7             | 109  |
| 2    | Rosja             | 11      | 11      | 23       | 20       | 9             | 11            | 10            | 10            | 105  |
| 3    | Stany Zjednoczone | 19      | 16      | 12       | 11       | 8             | 8             | 12            | 11            | 97   |
| 4    | Kanada            | 8       | 14      | 12       | 11       | 10            | 9             | 11            | 12            | 87   |
| 5    | Chiny             | 13      | 7       | 10       | 11       | 11            | 10            | 9             | 9             | 80   |
| 6    | Francja           | 9       | 7       | 3        | 4        | 12            | 12            | 7             | 8             | 62   |